# Marc François Jérôme Wolff

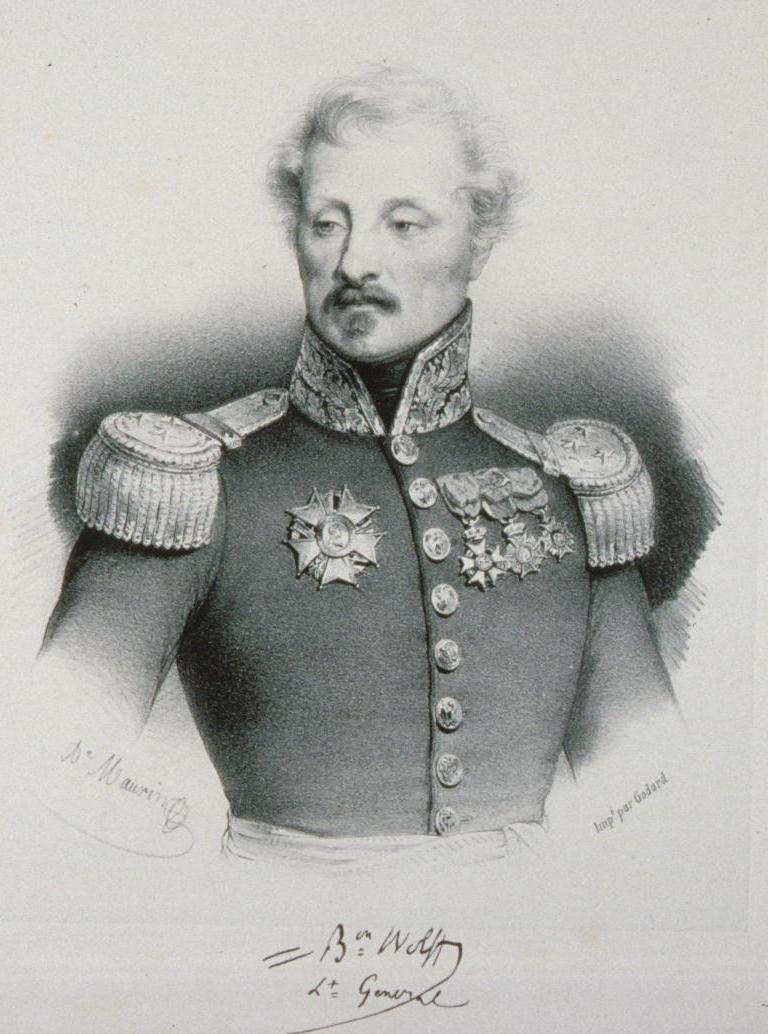

Marc François Jérôme Wolff, gelegentlich Marx François Jérôme Wolff (* 4. März 1776 in Straßburg; † 24. Oktober 1848 in Paris) war ein französischer General der Kavallerie.

## Leben
Wolff kam aus Straßburg und war mit dem Geschäftsmann Cerf Beer verwandt. Trotz späterer Konversion gilt Wolff als der erste Offizier jüdischen Glaubens der französischen Armee.
Mit 18 Jahren trat er 1794 in die Armee ein und wurde der Kavallerie der Rheinarmee zugeteilt. Zwischen 1805 und 1808 diente er in der Grande Armée. 1808 beauftragte ihn Napoleon, für seinen Bruder Jérôme und das Königreich Westphalen mehrere Kavallerie-Einheiten zu errichten. Während dieser Zeit konvertierte Wolff – im Rang eines Colonels – zum evangelischen Glauben.
Als Général de brigade nahm Wolff 1812 am Russlandfeldzug teil. Nach der Abdankung Napoleons begrüßte Wolff die Rückkehr der Bourbonen und schloss sich der Armee König Ludwig XVIII. an. Er konvertiert zum katholischen Glauben und hielt während der „Herrschaft der Hundert Tage“ zum König. Daher wurde Wolff auch in der Restauration mit mehreren militärisch-administrativen Ämtern belohnt.
Im Alter von 72 Jahren starb Marc François Jérôme Wolff am 24. Oktober 1848 in Paris und fand dort auch seine letzte Ruhestätte.

## Ehrungen
- 1813 baron de l’émpire
- Sein Name findet sich am westlichen Pfeiler (39. Spalte) des Triumphbogens am Place Charles-de-Gaulle (Paris)